# Friedel Overwien
Friedrich Josef „Friedel“ Overwien (* 27. September 1922 in Essen; † 10. Juli 2001 ebenda) war ein deutscher Turner.
Overwien nahm 1952 an den Olympischen Spielen in Helsinki teil und belegte am Pauschenpferd den 15. Platz. Bei den Deutschen Kunstturnmeisterschaften 1943 belegte er für den Sportbereich Wehrmacht Marine mit 174,3 Punkten den 18. Rang.
Overwien war Mitglied und Oberturnwart des TVG Steele 1863 e. V. in Essen. Zum 125-jährigen Jubiläum des Vereins wurde er mit dem Ehrenbrief des Deutschen Turner-Bundes ausgezeichnet.